# Bren Foster
Bren Foster (Londres, 2 de novembre de 1976) és un actor i lluitador d'arts marcials angloaustralià, que actualment és cinturó negre de taekwondo, hapkido, i hwarangdo. He was born on November 2, 1976.
Al llarg de la seva carrera interpretativa ha participat en sèries de televisió com Days of Our Lives o Melissa & Joey, així com en pel·lícules com ara Cedar Boys i Force of Execution. Foster plays Max Rockatansky in the video game Mad Max. El 2015 Foster va aconseguir un paper protagonista interpretant Wolf "Wolf-Man" Taylor a la sèrie de televisió The Last Ship.

## Filmografia

### Televisió
| Any       | Títol                    | Paper                  | Notes                             |
| --------- | ------------------------ | ---------------------- | --------------------------------- |
| 2015-     | The Last Ship            | Wolf "Wolf-Man" Taylor | 8 episodis                        |
| 2011-2012 | Melissa & Joey           | Jules D. Sawyer        | 2 episodis                        |
| 2011-2012 | Days of Our Lives        | Quinn Hudson           | 108 episodis                      |
| 2011      | Femme Fatales            | Howard                 | Episodi: "Something Like Murder"  |
| 2008-2010 | Fight Science            | Bren                   | 2 episodis                        |
| 2009      | Sea Patrol               | LEUT Cliff Bailey      | 2 episodis                        |
| 2008      | Review with Myles Barlow | Novio de Kelly         | Episodi #1.3                      |
| 2008      | The Strip                | Russell Keegan         | Episodi #1.2                      |
| 2007-2008 | Home and Away            | Tony                   | 3 episodis                        |
| 2008      | East West 101            | Guy                    | Episodi: "The Hand of Friendship" |

### Cinema
| Any  | Títol              | Paper              | Notes                                                                             |
| ---- | ------------------ | ------------------ | --------------------------------------------------------------------------------- |
| 2015 | Infini             | Morgan Jacklar     | coprotagonista amb Daniel MacPherson, Luke Ford, Luke Hemsworth, Matt Minto       |
| 2015 | Terminus           | Agente Stipe       | coprotagonista amb Todd Lasance, Katherine Hicks, Steve Le Marquand & Zoe Carides |
| 2013 | Force of Execution | Roman Hurst        | coprotagonista amb Danny Trejo, Steven Seagal, Ving Rhames                        |
| 2012 | Maximum Conviction | Bradley            | coprotagonista amb Steven Seagal, Steve Austin, Michael Paré                      |
| 2011 | War Flowers        | John Ellis         | coprotagonista amb Christina Ricci, Tom Berenger                                  |
| 2011 | Bad to the Bone    | Bone               | coprotagonista amb Virginia Bryant                                                |
| 2011 | Venger             | Michael McCullough | coprotagonista amb Christian Clark, Henry Nixon                                   |
| 2009 | Cedar Boys         | Jamal Ayoub        | coprotagonista amb Rachael Taylor, Martin Henderson, Daniel Amalm                 |
| 2009 | Drowning           | Tommy              | coprotagonista amb Xavier Samuel                                                  |
| 2009 | Vinyl              | Alex               | coprotagonista amb Matthew Walker, Drew Pearson                                   |
| 2008 | Man of Blood       | Tony Rey           | coprotagonista amb Richard Norton                                                 |
| 2001 | Invincible         | Shadowman # 2      | coprotagonista amb Dominic Purcell, Matt Boesenberg                               |

### Videojocs
| Any  | Títol   | Paper           | Notes                     |
| ---- | ------- | --------------- | ------------------------- |
| 2015 | Mad Max | Max Rockatansky | Veu, captura de moviments |